# محوطه ده کهنه خیدر
محوطه ده کهنه خیدر در شهرستان سقز، بخش مرکزی، روستای خیدر واقع شده و این اثر در تاریخ ۱۰ دی ۱۳۸۱ با شمارهٔ ثبت ۶۸۶۰ به‌عنوان یکی از آثار ملی ایران به ثبت رسیده است.